# Ticker-tape parade di New York
Il seguente è un elenco delle ticker-tape parade di New York. Tali parate vengono tradizionalmente tenute nel "Canyon degli Eroi".
- 1886
  - 29 ottobre - Inaugurazione della Statua della Libertà.
- 1889
  - 29 aprile - Centenario della prima presidenza di George Washington.
- 1899
  - 30 settembre - Ammiraglio Dewey, a seguito del suo ritorno da Manila.
- 1909
  - Data sconosciuta - Jack Binns, operatore radio a bordo della SS Republic.
- 1910
  - 18 giugno - Theodore Roosevelt, a seguito del ritorno dal suo safari in Africa.
- 1919
  - 8 settembre - Generale Pershing, comandante della Forza di Spedizione Americana.
  - 3 ottobre - Re Alberto e Regina Elisabetta del Belgio.
  - 18 novembre - Edoardo Alberto, Principe di Galles.
- 1921
  - 19 ottobre - Generale Armando V. Diaz, comandante italiano.
  - 28 ottobre - Ferdinand Foch, maresciallo di Francia.
- 1922
  - 24 aprile - Joseph J.C. Joffre, maresciallo di Francia.
  - 18 novembre - Georges Clemenceau, ex premier di Francia.
- 1923
  - 5 ottobre - David Lloyd George, ex primo ministro del Regno Unito.
- 1924
  - 6 agosto - Atleti olimpici statunitensi delle olimpiadi di Parigi e Chamonix.
- 1926
  - 16 febbraio - Capitano George Fried e l'equipaggio della President Roosevelt per il loro eroico salvataggio in mare.
  - 27 maggio - Principe Gustavo Adolfo e Principessa Louise di Svezia.
  - 23 giugno - Comandante Richard Byrd e Floyd Bennett, per la trasvolata del Polo Nord.
  - 2 luglio - Bobby Jones, vincitore del British Open di golf.
  - 27 agosto - Gertrude Ederle, prima donna ad attraversare a nuoto la Manica.
  - 10 settembre - Amelia Gade Corson, prima madre e seconda donna ad attraversare a nuoto la Manica.
  - 18 ottobre - Regina Maria di Romania.
- 1927
  - 13 giugno - Charles Lindbergh, a seguito della sua trasvolata atlantica in solitario.
  - 18 luglio - Comandante Richard Byrd e l'equipaggio del velivolo 'America, a seguito di un volo transatlantico.
  - 11 novembre - Ruth Elder e George W. Haldeman, a seguito del volo da New York alle Azzorre.
- 1928
  - 20 gennaio - W.T. Cosgrave, Presidente del Consiglio Esecutivo dello Stato Libero d'Irlanda.
  - 25 aprile - Herman Koehl, Maggiore Fitzmaurice, e Barone von Henefeld, a seguito di un volo transatlantico.
  - 22 agosto - Atleti olimpici statunitensi.
  - 4 maggio - Principe Ludovico Spada Potenziani, governatore di Roma.
  - 6 luglio - Amelia Earhart, Wilmer Stulz, e Louis E. Gordon.
  - 16 ottobre - Hugo Eckener e l'equipaggio del dirigibile LZ 127 Graf Zeppelin.
- 1929
  - 28 gennaio - Capitano George Fried e l'equipaggio della nave America per il salvataggio della nave mercantile italiana Florida.
  - 4 ottobre - James Ramsay MacDonald, primo ministro del Regno Unito.
- 1930
  - 26 maggio - Maquis Jacques de Dampierre, passeggero a bordo della Lafayette.
  - 11 giugno - Julio Prestes de Albuquerque, presidente eletto del Brasile.
  - 18 giugno - Contrammiraglio Richard Byrd, a seguito di una spedizione in Antartide.
  - 2 luglio - Bobby Jones, vincitore del British Open di golf.
  - 4 settembre - Capitano Dieudonne Coste e Maurice Bellonte, a seguito del volo da Parigi a New York.
- 1931
  - 2 luglio - Wiley Post e Harold Gatty, a seguito di un volo attorno al mondo.
  - 22 ottobre - Pierre Laval, premier di Francia.
- 1932
  - 20 giugno - Amelia Earhart Putnam, a seguito di un volo transatlantico.
- 1933
  - 21 luglio - Maresciallo dell'aria Italo Balbo e l'equipaggio del volo da Roma a Chicago di 25 idrovolanti.
  - 26 luglio - Wiley Post, a seguito di un volo attorno al mondo durato otto giorni.
  - 1º agosto - Capitano James A. Mollison e sua moglie, a seguito del volo transatlantico in direzione ovest, dal Galles al Connecticut.
- 1938
  - 15 luglio - Howard Hughes, a seguito di un volo di tre giorni attorno al mondo.
  - 5 agosto - Douglas "Wrong Way" Corrigan, a seguito di un volo da New York all'Irlanda.
- 1939
  - 27 aprile - Principe Olav e Principessa Märtha di Norvegia.
  - 1º maggio - Alfred Johnson, comandante dello Squadrone Atlantico.
- 1945
  - 10 giugno - Dwight Eisenhower, comandante delle Forze di Spedizione Alleate.
  - 27 agosto - Charles de Gaulle, presidente ad interim di Francia.
  - 14 settembre - Jonathan Mayhew Wainwright IV, eroe della battaglia di Corregidor.
  - 9 ottobre - Chester Nimitz.
  - 27 ottobre - Harry Truman.
  - 14 dicembre - William Halsey.
- 1946
  - 1º gennaio - 82ª Divisione Aviotrasportata, scelta per rappresentare l'esercito alla fine della seconda guerra mondiale.
  - 14 marzo - Winston Churchill, ex primo ministro del Regno Unito.
- 1947
  - 13 gennaio - Alcide De Gasperi, primo ministro d'Italia.
  - 7 febbraio - Visconte Harold Alexander di Tunisi, governatore generale del Canada.
  - 2 maggio - Miguel Alemán Valdés, presidente del Messico.
  - 18 novembre - "Treno dell'amicizia" USA-Europa, recante doni e rifornimenti.
- 1948
  - 9 marzo - Éamon de Valera, ex Taoiseach (presidente) della Repubblica d'Irlanda.
  - 7 luglio - Rómulo Gallegos, presidente del Venezuela.
- 1949
  - 3 febbraio - "Treno della gratitudine francese", recante doni di apprezzamento per il "Treno dell'amicizia".
  - 19 maggio - Generale Lucius D. Clay.
  - 23 maggio - Eurico Gaspar Dutra, presidente del Brasile.
  - 11 agosto - Elpidio Quirino, presidente delle Filippine.
  - 19 agosto - Connie Mack, nel suo quindicesimo anniversario come manager dei Philadelphia Athletics.
  - 17 settembre - 48 giornalisti europei in volo attorno agli Stati Uniti (programma "American discovery").
  - 4 ottobre - campionato nazionale di tamburini e trombettieri della American Legion.
  - 17 ottobre - Jawaharlal Nehru, primo ministro dell'India.
- 1950
  - 17 aprile - Gabriel González Videla, presidente del Cile.
  - 28 aprile - Ammiraglio Thomas C. Kinkaid.
  - 8 maggio - Liaquat Ali Khan, presidente del Pakistan.
  - 4 agosto - Robert Gordon Menzies, primo ministro d'Australia.
  - 22 agosto - Tenente Generale Clarence R. Huebner.
- 1951
  - 3 aprile - Vincent Auriol, presidente di Francia.
  - 20 aprile - Generale Douglas MacArthur.
  - 9 maggio - David Ben-Gurion, primo ministro d'Israele.
  - 24 maggio - 4ª Divisione di fanteria 8º Gruppo di Combattimento Reggimentale, prime truppe mandate oltremare in supporto della North Atlantic Treaty Organization.
  - 25 giugno - Galo Plaza Lasso, presidente dell'Ecuador.
  - 17 settembre - Sir Denys Lowson, sindaco di Londra.
  - 28 settembre - Alcide De Gasperi, primo ministro d'Italia.
  - 29 ottobre - Truppe ONU ferite in Corea.
  - 13 novembre - donne delle forze armate.
- 1952
  - 17 gennaio - Henrik Kurt Carlsen, a seguito del salvataggio dell'equipaggio della Flying Enterprise.
  - 7 aprile - Regina Giuliana e Principe Bernhard dei Paesi Bassi.
  - 7 luglio - squadra olimpica statunitense.
  - 18 luglio - Commodoro Harry Manning e l'equipaggio del transatlantico United States, a seguito del nuovo record di traversata dell'Oceano Atlantico.
  - 18 dicembre - Tenente Generale Willis D. Crittenberger.
- 1953
  - 3 aprile - Contingente di Combattimento della New York metropolitana, primo trasporto di truppe a tornare dalla Corea.
  - 24 aprile - Tenente Generale James A. Van Fleet.
  - 21 luglio - Ben Hogan, vincitore del British Open di golf.
  - 1º ottobre - José Antonio Ramón, presidente di Panama.
  - 20 ottobre - Generale Mark W. Clark.
  - 26 ottobre - Maggiore Generale William F. Dean.
  - 2 novembre - Re Paolo I e Regina Federica di Grecia.
- 1954
  - 1º febbraio - Celâl Bayar, presidente della Turchia.
  - 22 aprile - 4ª Divisione di fanteria, a seguito del ritorno dalla Corea.
  - 26 aprile - Tenente Geneviève de Galard-Terraube, l'"Angelo di Dien Bien Phu".
  - 1º giugno - Hailé Selassié, imperatore d'Etiopia.
  - 2 agosto - Syngman Rhee, presidente della Corea del Sud.
  - 27 settembre - New York Giants, vincitori della National League.
  - 28 ottobre - William Tubman, presidente della Liberia.
- 1955
  - 31 gennaio - Paul Eugène Magloire, presidente di Haiti.
  - 11 agosto - Ordine dei Cavalieri di Pythias.
  - 4 novembre - Carlos Castillo Armas, presidente del Guatemala.
  - 9 dicembre - Luis Batlle Berres, presidente dell'Uruguay.
- 1956
  - 12 marzo - Giovanni Gronchi, presidente d'Italia.
  - 15 maggio - giorno delle forze armate.
  - 23 maggio - Sukarno, presidente dell'Indonesia.
- 1957
  - 2 maggio - Tributo della Navy League per i 60 comandanti della Marina statunitense e dei Marines durante la seconda guerra mondiale.
  - 13 maggio - Ngô Đình Diệm, presidente del Vietnam del Sud.
  - 2 luglio - Alan J. Villiers e l'equipaggio della Mayflower II.
  - 11 luglio - Althea Gibson, vincitrice del singolare femminile al Torneo di Wimbledon.
  - 21 ottobre - Regina Elisabetta II del Regno Unito.
  - 9 dicembre - Re Mohammed V del Marocco.
- 1958
  - 20 maggio - Van Cliburn, vincitore dell'International Tchaikovsky Competition di Mosca.
  - 20 giugno - Theodor Heuss, presidente della Repubblica Federale Tedesca.
  - 23 giugno - Carlos P. Garcia, presidente delle Filippine.
  - 27 agosto - Contrammiraglio Hyman G. Rickover, Comandante William Anderson, e l'equipaggio della USS Nautilus.
- 1959
  - 29 gennaio - Arturo Frondizi, presidente dell'Argentina.
  - 10 febbraio - Willy Brandt, sindaco di Berlino Ovest.
  - 13 marzo - José María Lemus, presidente di El Salvador.
  - 20 marzo - Séan T. O'Kelly, presidente della Repubblica d'Irlanda.
  - 29 maggio - Re Baldovino del Belgio.
  - 11 settembre - Principessa Beatrice dei Paesi Bassi.
  - 14 ottobre - Adolfo López Mateos, presidente del Messico.
  - 4 novembre - Ahmed Sékou Touré, presidente della Guinea.
- 1960
  - 9 marzo - Carol Heiss, medaglia d'oro nel pattinaggio di figura agli VIII Giochi olimpici invernali.
  - 11 aprile - Alberto Lleras Camargo, presidente dellaColombia.
  - 26 aprile - Charles de Gaulle, presidente di Francia.
  - 5 luglio - Re Bhumibol Adulyadej e Regina Sirikit Kitiyakara di Thailandia.
  - 19 ottobre - John F. Kennedy, candidato democratico alla presidenza degli Stati Uniti.
  - 2 novembre - Presidente Dwight Eisenhower e Vice Presidente Richard Nixon, candidati presidenziali del partito repubblicano.
- 1961
  - 10 aprile - New York Yankees, vincitori dell'American League di baseball.
  - 11 maggio - Habib Bourguiba, presidente della Tunisia.
  - 13 ottobre - Ibrahim Abboud, presidente del Sudan.
  - 27 ottobre - costruttori ed equipaggio della USS Constellation.
- 1962
  - 1º marzo - John Glenn, a seguito della missione spaziale Mercury 6.
  - 5 aprile - João Goulart, presidente del Brasile.
  - 9 aprile - New York Yankees, vincitori delle World Series.
  - 12 aprile - New York Mets, per l'ingresso nella National League.
  - 16 aprile - Scià Mohammad Reza Pahlavi e Imperatrice Farah dell'Iran.
  - 25 maggio - Félix Houphouët-Boigny, presidente della Costa d'Avorio.
  - 5 giugno - Scott Carpenter, a seguito della missione spaziale Mercury 7.
  - 8 giugno - Arcivescovo Makarios, capo della Chiesa Ortodossa Cipriota.
  - 14 giugno - Roberto F. Chiari, presidente di Panama.
- 1963
  - 17 gennaio - Antonio Segni, presidente d'Italia.
  - 1º aprile - Re Hassan II del Marocco.
  - 22 maggio - Gordon Cooper, a seguito della missione spaziale Mercury 9.
  - 10 giugno - Sarvepalli Radhakrishnan, presidente dell'India.
  - 10 settembre - Re Mohammed Zahir Shah e Regina Homaira dell'Afghanistan.
  - 4 ottobre - Hailé Selassié, imperatore d'Etiopia.
- 1964
  - 16 luglio - Equipaggi dei vascelli dell'Operazione Sail.
  - 8 ottobre - Diosdado Macapagal, presidente delle Filippine.
- 1965
  - 29 marzo - Virgil Grissom e John Young, a seguito della missione spaziale Gemini 3.
  - 19 maggio - Chung Hee Park, presidente della Corea del Sud.
- 1969
  - 10 gennaio - Frank Borman, Jim Lovell, e William A. Anders, a seguito della missione spaziale Apollo 8.
  - 13 agosto - Neil Armstrong, Edwin Aldrin, e Michael Collins, a seguito della missione spaziale Apollo 11 sulla Luna.
  - 20 ottobre - New York Mets, vincitori delle World Series.
- 1978
  - 19 ottobre - New York Yankees, vincitori delle World Series.
- 1979
  - 3 ottobre - Papa Giovanni Paolo II.
- 1981
  - 30 gennaio - Ostaggi statunitensi rilasciati dall'Iran.
- 1984
  - 15 agosto - Medagliati statunitensi alle olimpiadi.
- 1985
  - 7 maggio - Veterani della Guerra del Vietnam.
- 1986
  - 28 ottobre - New York Mets, vincitori delle World Series.
- 1990
  - 20 giugno - Nelson Mandela presidente del Sudafrica.
- 1991
  - 10 giugno - Veterani della Guerra del Golfo.
  - 25 giugno - Veterani della Guerra di Corea.
- 1994
  - 17 giugno - New York Rangers, vincitori della Stanley Cup.
- 1996
  - 29 ottobre - New York Yankees, vincitori delle World Series.
- 1998
  - 17 ottobre - Sammy Sosa, stella del baseball dei Chicago Cubs.
  - 23 ottobre - New York Yankees, vincitori delle World Series.
  - 16 novembre - John Glenn e gli astronauti della missione STS-95 dello Space Shuttle Discovery.
- 1999
  - 29 ottobre - New York Yankees, vincitori delle World Series.
- 2000
  - 30 ottobre - New York Yankees, vincitori delle World Series.
- 2008
  - 5 febbraio - New York Giants, vincitori del Super Bowl XLII.
- 2009
  - 6 novembre - New York Yankees, vincitori delle World Series.
- 2012
  - 7 febbraio - New York Giants, vincitori del Super Bowl XLVI.
- 2015
  - 10 luglio - Nazionale di calcio femminile degli Stati Uniti d'America, vincitrici del Campionato mondiale femminile di calcio 2015.

- 2019
  - 10 luglio - Nazionale di calcio femminile degli Stati Uniti d'America, vincitrici del Campionato mondiale femminile di calcio 2019.

## Persone onorate con parate multiple
Richard E. Byrd (3), George Fried (2), Bobby Jones (2), Amelia Earhart (2), Wiley Post (2), Dwight Eisenhower (2), Charles de Gaulle (2), Hailé Selassié (2), John Glenn (2), Alcide De Gasperi (2).

## Squadre sportive onorate
New York Yankees (9), New York Mets (3), Nazionale di calcio femminile degli Stati Uniti d'America (2), New York Giants (2), New York Giants (baseball) (1), New York Rangers (1).